# Peter II van Rusland
Peter II Aleksejevitsj (Russisch: Пётр II Алексеевич, Pjotr II Aleksejevitsj) (Sint-Petersburg, 23 oktober 1715 – Moskou, 30 januari 1730) was van 1727 tot 1730 tsaar (keizer) van Rusland. Hij was de zoon van Aleksej, de oudste zoon van Peter de Grote en diens eerste vrouw Eudoxia Lopoechina.
Hoewel Catharina, de tweede vrouw van Peter de Grote, het liefst haar dochter Elisabeth aan de macht zag, besloot de senaat dat haar mans kleinzoon Peter II de macht kreeg.
Peter II stierf op veertienjarige leeftijd aan de gevolgen van de pokken. Zijn opvolger was Anna Ivanovna, dochter van Ivan V.
Ivan IV de Verschrikkelijke · Fjodor I · Boris Godoenov · Fjodor II · Valse Dimitri I · Vasili IV · Wladislaus I · Michaël I · Alexis · Fjodor III · Ivan V · Peter I de Grote · Catharina I · Peter II · Anna I · Ivan VI · Elisabeth · Peter III · Catharina II de Grote · Paul I · Alexander I · Nicolaas I · Alexander II · Alexander III · Nicolaas II